# 疏毛谷精草
疏毛谷精草（学名：Eriocaulon nantoense var. parviceps）为谷精草科谷精草属下的一个变种。

## 扩展阅读
- 維基物種上的相關：疏毛谷精草